# 錦織登美夫
錦織 登美夫（にしきおり とみお、1919年〈大正8年〉11月3日 - 2008年〈平成20年〉1月22日）は、日本の出版人、実業家。東洋館出版社創業者・初代社長。

## 略歴
新潟県中蒲原郡新津町大字新津字三之町（現 新潟市秋葉区新津本町3丁目）の東洋館書店・東洋館印刷所の錦織豊松の長男として出生。
1937年（昭和12年）3月に新潟中学校を卒業、1940年（昭和15年）3月に慶應義塾大学予科経済学部を修了、1942年（昭和17年）9月に慶應義塾大学経済学部を半年繰り上げ卒業。
第二次世界大戦で兵役に服し、1948年（昭和23年）にシベリア抑留から帰還、同年6月に東洋館出版社を設立して社長に就任、のちに会長に就任。
千代田製帽監査役、牧書店社長、教育書協会幹事長（代表）、東洋館印刷所専務取締役・社長なども務めた。
2008年（平成20年）1月22日に肺炎のため死去、88歳没。葬儀・告別式は東京都台東区上野公園の寛永寺輪王殿で執り行われた。
教員用の指導書などの教科教育分野の教育書の出版に力を注いだ。

## 家族・親戚
- 錦織良平 - 祖父、東洋館印刷所創業者・初代社長、元新潟県中蒲原郡新津町町議会議員、元越後天然ガス監査役。
- 錦織豊松 - 父、東洋館印刷所第2代社長、新津商工会議所初代会頭、新津ロータリークラブ初代会長、元新津市公安委員長、新潟県印刷工業組合第2代理事長、新潟県新聞販売組合初代組合長、元新潟日報会相談役、元越後天然ガス監査役[24]。
- 錦織与志二 - 長男、東洋館出版社第2代社長。
- 錦織圭之介 - 男孫、東洋館出版社第3代社長。
- 井浦新 - 錦織圭之介の義長弟（山本有二〈弁護士、政治家、衆議院議員、第59代農林水産大臣、元内閣府特命担当大臣（金融担当）〉の次女の夫）、俳優。
- 鈴木一真 - 錦織圭之介の義次弟（山本有二の三女の夫）、俳優。